# Río Quindío
Le río Quindío est une rivière de Colombie et un affluent du río La Vieja, donc un sous-affluent du fleuve le Río Magdalena.

## Géographie
Le río Quindío prend sa source dans le Parc national naturel de Los Nevados  (cordillère Centrale), dans le département de Quindío. Il coule ensuite vers l'ouest puis le sud-ouest, passe près de la ville d'Armenia, avant de rejoindre le río La Vieja à la frontière avec le département du Valle del Cauca.